# Шумілово (Будницьке сільське поселення)
Шумілово (рос. Шумилово) — присілок Велізького району Смоленської області Росії. Входить до складу Будницького сільського поселення.
Населення — 41 особа (2007 рік). 